# Alfonso Panzetta
Alfonso Panzetta (Oria, 9 agosto 1958) è uno storico dell'arte italiano.

## Biografia

### Origini
Nato il 9 agosto 1958 a Oria da padre pugliese-salentino e madre ferrarese, all'età di quattro anni si trasferisce con la famiglia prima a Ferrara e in seguito a Torino, dove svolge la sua intera formazione scolastica e culturale, mantenendo costanti legami con la cultura emiliana-ferrarese mediante frequentissimi soggiorni nella regione.

### Studi e formazione
Dopo aver conseguito la maturità artistica, si iscrive alla Facoltà di Lettere Moderne dell’Università di Torino frequentando i corsi di Storia dell’Arte di Gianni Romano, Andreina Griseri, Gian Lorenzo Mellini, Marco Rosci, Gianni Carlo Sciolla e Enrico Castelnuovo, mostrando interesse sia per l’Arte medioevale che per quella Moderna. Al termine del percorso universitario si laurea in Storia dell’Arte Medioevale con una tesi di ricerca, discussa con il prof. Castelnuovo, sul Gotico internazionale nel Piemonte sud occidentale. La scelta di laurearsi con Castelnuovo fu dettata soprattutto dalla straordinaria metodologia di approccio al fenomeno artistico impartito dal professore nei pochi anni di presenza nell'ateneo torinese prima di passare alla Normale di Pisa. 
Durante gli anni universitari nacquero anche altri interessi, soprattutto riguardo all'arte del XIX e XX secolo italiano (per nulla o pochissimo trattata nell'ateneo torinese) con particolare attenzione alla scultura, alle arti decorative e quelle applicate. Tali ricerche autonome lo conducono nel 1982, prima della laurea, a pubblicare il suo primo intervento ricostruttivo della personalità di uno scultore ottocentesco vercellese.

## Studi sulla Scultura e ilDizionario degli Scultori italiani
Le ricerche sulla scultura italiana proseguiranno costantemente sino a quando, nel 1990, pubblicò il primo Dizionario degli Scultori Italiani dell’Ottocento edito da Umberto Allemandi, ampiamente recensito dalla stampa italiana, dalla «Gazette des Beaux-Arts» a Parigi, che farà ricevere all'autore una lettera di stima da Federico Zeri, e da articoli internazionali, tra i quali quello su The Burlington Magazine di Londra. Quattro anni di intenso lavoro e di aggiornamenti portano nel 1994 all'uscita della seconda edizione del Dizionario, intitolata Dizionario degli scultori italiani dell’Ottocento e del primo Novecento notevolmente ampliata con l’inclusione degli scultori del primo Novecento. 
Nello stesso anno, Panzetta decide di trasferirsi definitivamente in Emilia-Romagna stabilendosi non lontano da Ferrara, dove tuttora risiede. Il Dizionario giunge intanto alla terza edizione nel 2003, Nuovo Dizionario degli Scultori Italiani dell’Ottocento e del primo Novecento, mentre la quarta è ancora in preparazione.
Successivo alla terza edizione del Dizionario, l'Atlante Regionale degli Scultori Italiani dal Neoclassicismo al primo Novecento. Il Piemonte. Da Amedeo Lavy a Medardo Rosso (Adarte, Torino, 2008).
Numerose anche le monografie dedicate a scultori di diversa estrazione artistica.
Negli anni successivi all'uscita del Dizionario, intensifica i viaggi in Italia, soprattutto in Toscana, dove la tradizione di studi sulla scultura ottocentesca era più solida e vivace.

## Opere principali
- Dizionario degli scultori italiani dell'Ottocento, Ed. Umberto Allemandi, Torino, 1990.
- Dizionario degli scultori italiani dell'Ottocento e del primo Novecento, 2 voll., Ed. Umberto Allemandi, Torino, 1994.
- Nuovo dizionario degli scultori italiani dell'Ottocento e del primo Novecento, Ad Arte, Torino, 2003, isbn 88-89082-00-3
- Eterni atleti - L'Immagine dello Sport nella Scultura Italiana tra il 1896 e 1960, Edizioni XX secolo, Bologna, 2005, isbn-10 888981201X, isbn-13 978-8889812013.
- Gli artisti italiani in Terra Santa. Percorsi ed itinerari di arte contemporanea italiana nei Luoghi Sacri, Ramall, 2018 (a cura di A. Panzetta e G. Monicolini).
- Animali e "Animaliers" nella scultura italiana tra Neoclassicismo e Novecento, Fioranna, Napoli, 2020.
- Scultura. La donazione di Sandra e Alberto Alberghini alla Pinacoteca Civica "Graziano Campanini" di Pieve di Cento, Fioranna, Napoli, 2022.
- Felice Tosalli. L’archivio privato. Lettere, scritti, documenti e immagini dal fondo riservato dello scultore torinese, Fioranna, Napoli 2022.

### Altre pubblicazioni e curatele
Durante gli anni di lavoro dedicato all'arte plastica, oltre alle numerose pubblicazioni, ha allestito mostre antologiche e retrospettive su artisti attivi negli ultimi due secoli, mantenendo viva l'attenzione sul riconoscimento della qualità anche nella scultura iconica contemporanea, oltre ad essersi dedicato a studi rivolti a Musei e Fondazioni. Panzetta è anche autore di svariati saggi e schede e di materiale video.

## Incarichi, premi ed onorificenze
Ottenuta l'abilitazione all'insegnamento nel 1992, all'attività di saggista affianca quella didattica, concentrata su corsi di Storia della Scultura dall'Antichità al contemporaneo.
- La sua tesi di laurea risulta tra le otto premiate al Concorso per le migliori tesi del biennio 1982-1983 indetto nel 1983 dall'Amministrazione della Provincia di Cuneo
- 1987-1990: insegnamento di Storia dell'Arte al liceo linguistico J.J.Rousseau di Torino
- 1988-1993: cattedra di Storia dell'Arte al Conservatorio Giuseppe Verdi (Torino)
- 1993-1994 e 1994-1995: collaborazione con la Facoltà di Architettura del Politecnico di Torino con lezioni sulle arti decorative e applicate del XIX e XX sec.
- Dal 1996: docente di Storia delle arti applicate all'Accademia di belle arti di Bologna
- 1996-1999: membro della Commissione acquisti di opere d’arte per le collezioni della Camera dei Deputati alla XII e alla Quadriennale di Roma e alla XLVII e XLVIII Biennale di Venezia
- 1997-2000: direttore artistico per il collocamento di sculture monumentali contemporanee nel parco naturale Le Vallette di Ostellato, CielOstellato[12] ed organizzatore dei relativi Simposi-Ateliers all'aperto
- 1998-2004: presidente della commissione per il Premio annuale di Scultura Contemporanea Edgardo Mannucci di Arcevia
- Sino al 2001: direttore della collana Archivi di Scultura del XIX e del XX secolo per la casa editrice Allemandi & C.
- Dal 2003: membro della commissione per il Premio biennale Remo Gardeschi di Moncioni
- 2003-2008: direttore della collana SculturaAdArte per la casa editrice AdArte
- 2004: vincita del Premio per la Cultura rilasciato dalla Presidenza del Consiglio dei ministri per la sua attività di saggista per il suo Dizionario degli Scultori (ed. 2003)
- 2005: curatore del progetto Parco di scultura a Viù[12]
- 2006-2018: membro della commissione scientifica, per la scultura, al Gotha, Mostra Biennale Internazionale di Antiquariato di Parma
- 2007-2017: nominato Direttore del Museo Civico Il Cassero per la Scultura Italiana a Montevarchi
- 2007-2014: membro della commissione scientifica, per la scultura, alla Biennale Internazionale di Antiquariato di Palazzo Corsini a Firenze
- Dal 2008: membro della commissione scientifica alla Mostra annuale di antiquariato al Palazzo della Permanente di Milano e membro della commissione artistica per l’Arte Sacra alla Certosa di Bologna, in rappresentanza dell’Accademia di Belle Arti di Bologna
- 2009: premio Arti, Culture, Futuro, in occasione della Festa della Toscana
- Dal dicembre 2009 all’aprile 2011: membro del tavolo tecnico istituito dal MIUR per tracciare i profili formativi del nuovo Corso di Restauro a ciclo unico quinquennale
- Dal 2012: coordinatore della Scuola di Restauro a ciclo unico quinquennale dell’Accademia di Belle Arti di Bologna dove insegna Storia dell’Arte Medievale e Storia dell’Arte Contemporanea oltre a Storia delle arti applicate
- 2014: presidente della giuria del Premio Nocivelli a Brescia
- 2015: presidente della giuria del Premio di scultura contemporanea Domenico Ghidoni di Ospitaletto
- Dal 2016, referente per il Patrimonio Storico (sezione scultura) dell'Accademia di Belle Arti di Bologna e curatore della pubblicazione Restauro in Accademia - Bologna dedicata alle migliori tesi di laurea discusse nella Scuola di Restauro
- 2019: membro della commissione per il Concorso del Centenario per le Corone della Madonna e del Bambino a Oropa

Ha inoltre tenuto cicli di lezioni e conferenze riguardanti scultura antica, scultura moderna, arte decorativa e industrial design, in svariate città italiane oltre ad esser stato interpellato come 
CTU da Tribunali italiani in procedimenti riguardanti opere di scultura oltre ad eseguire valutazioni, expertise e schede storico-critiche su opere presenti sul mercato d'arte nazionale ed internazionale.